# Stuttgart-Süd
Koordinaten: 48° 46′ N, 9° 10′ O
Stuttgart-Süd ist einer der fünf inneren Stadtbezirke der baden-württembergischen Landeshauptstadt Stuttgart südlich des Innenstadtkerns zwischen Stuttgart-Mitte und Degerloch.

## Stadtteile
Der Stadtbezirk entstand 1956 in seiner heutigen Ausdehnung aus dem gleichnamigen Stadtteil Stuttgart-Süd einschließlich des seinerzeit nicht mehr abgegrenzten Wohnbezirks Heslach und dem Stadtteil Kaltental.
Bei der Neugliederung der Stadtteile im Jahre 2001 wurde der Stadtbezirk Stuttgart-Süd in die sechs Stadtteile Bopser, Lehen, Weinsteige, Karlshöhe, Heslach und Südheim aufgeteilt, so dass der Stadtbezirk seither einschließlich des Stadtteils Kaltental aus sieben Stadtteilen besteht.

## Geschichte
1350 erstmals erwähnt wurde die Alte Weinsteige, ein extrem steiler Karrenweg, den der gesamte Frachtfuhrwerksverkehr von Stuttgart nach Süden in Richtung Tübingen nehmen musste. Bis zu 16 Pferde waren als Vorspann nötig, um die Steigung zu bewältigen.
Um den stark angewachsenen Verkehr zu bewältigen, wurde zwischen 1826 und 1831 die Neue Weinsteige, eine breite Panoramastraße, durch Oberbaurat Gottlieb Christian Eberhard von Etzel erbaut. Seit 1884 fährt die Zahnradbahn entlang der Alten Weinsteige.

### Südheim

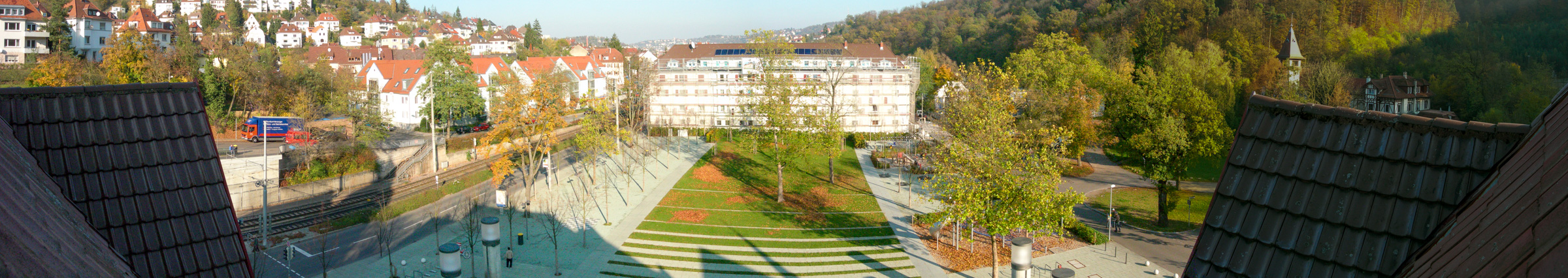
Südheimer Platz 2008

Der Südheimer Platz entstand mit der Siedlung Südheim (1901–1903) nördlich des Alten Schützenhauses (1895), beide erbaut vom Stuttgarter Architekten Karl Hengerer. Vom Südheimer Platz aus verbindet bereits seit 1929 die Standseilbahn Stuttgart Heslach mit dem höher gelegenen Waldfriedhof. Die östliche Randbebauung entstand gegen 1928, darunter auch die heute denkmalgeschützte Siedlung Ziegelklinge im Bauhausstil. Heute stehen die Südheim-Siedlung als städtebauliche Gesamtanlage und Sachgesamtheit wie auch das Alte Schützenhaus unter Denkmalschutz. Bis in die 1970er Jahre befand sich am Südheimer Platz auch ein kleines Straßenbahn-Depot der SSB, der „Betriebshof Südheim“, welcher heute verlegt worden ist zur anschließenden SSB-Haltestelle Vogelrain und an dessen Stelle sich heute die Senioren-Residenz Hohentwiel am unteren Ende der Hohentwielstraße befindet. Erwähnt werden sollte ebenfalls, dass das neben der SSB-Haltestelle Vogelrain – an der B 14 liegende – markante Bauknecht-Hochhaus das einzige Hochhaus in der „Frischluftschneise nach Kaltental“ geblieben ist.

### Kaltental
Burg Kaltental, nach der der Stadtteil Kaltental benannt wurde, wurde 1125 erstmals urkundlich als Sitz der Herren von Kaltental erwähnt. 1281 verteidigte Burggraf Walter von Kaltental die Burg im Reichskrieg gegen Esslingen. Nach ihrer teilweisen Zerstörung verkauften 1318 Burggraf Johann II. von Kaltental und seine Brüder die Burg an Eberhard den Erlauchten und zogen nach Aldingen am Neckar. Die wieder aufgebaute Burg wechselte daraufhin immer wieder ihre Besitzer, bis sie nach zunehmenden Verfall ab 1796 abgetragen wurde. Um die Burg entwickelten sich ursprünglich drei Siedlungen, die später zu Kaltental zusammengeschlossen wurden: „Unterweiler“ in der Nesenbachaue, „Oberweiler“, wo sich heute die Grundschule und die ev. Kirche befinden und „Schloßberg“ zwischen Burgstraße, Schloßbergstraße und Burggrafenweg mit der früheren Burg Kaltental, wo seit 1932 die katholische Kirche St. Antonius steht. 1809 wurde die Kaltental durchschneidende Verbindungsstraße von Stuttgart nach Vaihingen entlang des Nesenbachs gebaut. 1922 wurde Kaltental eingemeindet.
Die Aktennotiz von Graf Eberhard im Bart „Der von Kaltental glaubt das nicht“ wurde zum Markenzeichen der Kaltentaler. Überregional bekannt wurde Kaltental durch das Lied Oh Anna Scheufele aus Kaltental („Mir schmeckt koi Veschber meh’, Seit i dees Mädle gseh’“). In dem Lied besingt der Humorist Werner Veidt die Kunstfigur der Anna Scheufele, „e pfondigs Bolleweib, mit ‚sex appeal‘ im Leib“.

#### Wappen
| Wappen von Stuttgart-Süd | Blasonierung: „In Rot ein zehnendiges silbernes Hirschgeweih mit silbernem Grind.“ |
| Wappen von Stuttgart-Süd | Wappenbegründung: Das Wappen wurde 1912 angenommen und orientiert sich am Wappen der Herren von Kaltental, die im frühen Mittelalter im Dorf lebten. Das Dorf benutzte früher ein Siegel, aber das Bild auf dem Siegel ist nicht mehr bekannt. |

## Politik
- CDU: 3
- Grüne: 4
- SPD: 2
- AfD: 1
- FW: 1
- FDP: 1
- Linke: 1
- SÖS: 1
- Volt: 1
- Stadtisten: 1

Die Ergebnisse der Gemeinderatswahlen in den Stadtbezirken sind maßgebend für die Anzahl der Sitze der Parteien in den Bezirksbeiräten. Die letzte Kommunalwahl  von 2024 ergab die in der nebenstehenden Grafik abgebildeten Stimmenanteile und die folgende Verteilung der 16 Sitze des Bezirksbeirats.

## Infrastruktur

### Verkehr

#### Öffentlicher Verkehr
Stadtbahnlinien gibt es
- Durch das Nesenbachtal: U1 Vogelrain – Hauptbahnhof – Fellbach und U14 Vaihingen – Charlottenplatz – Mühlhausen
- Über Bopser und Weinsteige: U5 Killesberg – Leinfelden, U6 Gerlingen – Flughafen, U12 Remseck – Dürrlewang, U7 Mönchfeld – Ostfildern (nur Bopser), U8 Vaihingen – Ostfildern (nur Weinsteige)

Die Zahnradbahn („Zacke“) fährt vom Marienplatz nach Degerloch. Außerdem gibt es eine Standseilbahn von Südheim zum Waldfriedhof und einige Buslinien.

#### Radverkehr
Durch Stuttgart-Süd verläuft die Hauptradroute (HRR) 1, Stuttgarts wichtigste Fahrradroute. Sie führt von Böblingen kommend über Vaihingen und Stuttgart-Süd nach Stuttgart-Mitte und weiter über Bad Cannstatt Richtung Fellbach. Die beschilderte Strecke gehört auch zum Radnetz Baden-Württemberg. Über dieses gibt es weitere Anbindungen, unter anderem bei Vaihingen abzweigend nach Möhringen und Leinfelden-Echterdingen.
An der Strecke wurden die Tübinger Straße und die Möhringer Straße zu Fahrradstraßen ausgebaut. Die Burgstallstraße soll folgen. In Kaltental wurde die Route 2022 ausgebaut, so dass anstelle des alten Schutzstreifens direkt neben den parkenden Kfz nun ein Radfahrstreifen ohne Kfz-Stellplätze zur Verfügung steht, wodurch die Sicherheit deutlich verbessert wurde. Hintergrund: Die Straße verläuft mit Stadtbahn in Mittellage auf eigenem Gleiskörper, so dass die Autofahrer keinen Platz hatten, mit ausreichend Sicherheitsabstand zu überholen. Auch polizeiliche Kontrollen konnten nichts daran ändern, dass mit deutlich zu geringem Abstand überholt wurde.
Durch den Stadtteil Bopser verläuft die ebenfalls beschilderte Hauptradroute 3, die Stuttgart-Mitte mit Degerloch (Waldau), Birkach und Plieningen verbindet. Sie verläuft allerdings zum Teil auf einem Waldweg. Sie führt von der Olgastraße und Etzelstraße kommend durch die Bopseranlage und durch die Bopserwaldstraße und Wernhaldenstraße in den Wald und darin zum Königsträßle.
Am Waldeck zweigt die HRR 56 über Dachswald hinauf zur Universität in Vaihingen von der HRR1 ab. Hier wurde ab 2014 ein Verkehrsversuch zu außerörtlichen Schutzstreifen durchgeführt. Während die anderen Versuchsstrecken des bundesweiten Versuchs eher flach waren und beidseitige Schutzstreifen aufwiesen, geht der Schutzstreifen hier nur bergauf.
Am Marienplatz sollen künftig außerdem die HRR 63 (Filderstraße, Olgastraße zur HRR 3) und 64 (Hohenstaufenstraße, Mörikestraße, Silberburgstraße nach Stuttgart-West) von der HRR 1 abzweigen. 2025 wurden die Hohenstaufenstraße und die Mörikestraße mit Radfahrstreifen ausgestattet – der schmalere, bergige Teil in einer Richtung (bergauf), der breitere, ebene Teil beidseitig.
Für die Zukunft sind Radschnellverbindungen sowohl über die HRR 1 als auch vom Stadtzentrum über Degerloch nach Möhringen vorgesehen. Letztere soll dann an der Neuen Weinsteige verlaufen. Auch eine Radschnellverbindung von Stuttgart-Mitte nach Sillenbuch soll ein kurzes Stück durch den östlichen Teil des Stadtbezirks verlaufen.

### Städtische Einrichtungen

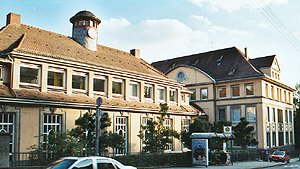
Schickhardtschule

#### Schulen
In Stuttgart-Süd gibt es fünf Grundschulen, die Lerchenrainschule, die Heusteigschule, die Marienschule (früher Römerschule), die Wilhelm-Hauff-Schule und die Grundschule Kaltental. Weiterführende Schulen sind das Schickhardt-Gymnasium und die Schickhardt-Realschule, das Evangelische Mörike-Gymnasium und die Evangelische Mörike-Realschule, das Karls-Gymnasium und die Kaufmännische Schule Süd. Daneben existieren zwei Sonderschulen, die Immenhoferschule für Schwerhörige und die Lehenschule (Förderschule). Zudem gibt es die private Torwiesenschule der Diakonie Stetten e.V für Grund-, Realschülerinnen und -schüler sowie Schülerinnen und -schüler mit einer geistigen Behinderung und ein Hort.

#### Bürgerbüro
Bürgerbüro 4 Süd (Bürgerservicezentrum Süd, Jella-Lepman-Straße 3, 70178 Stuttgart)

### Krankenhäuser und soziale Einrichtungen

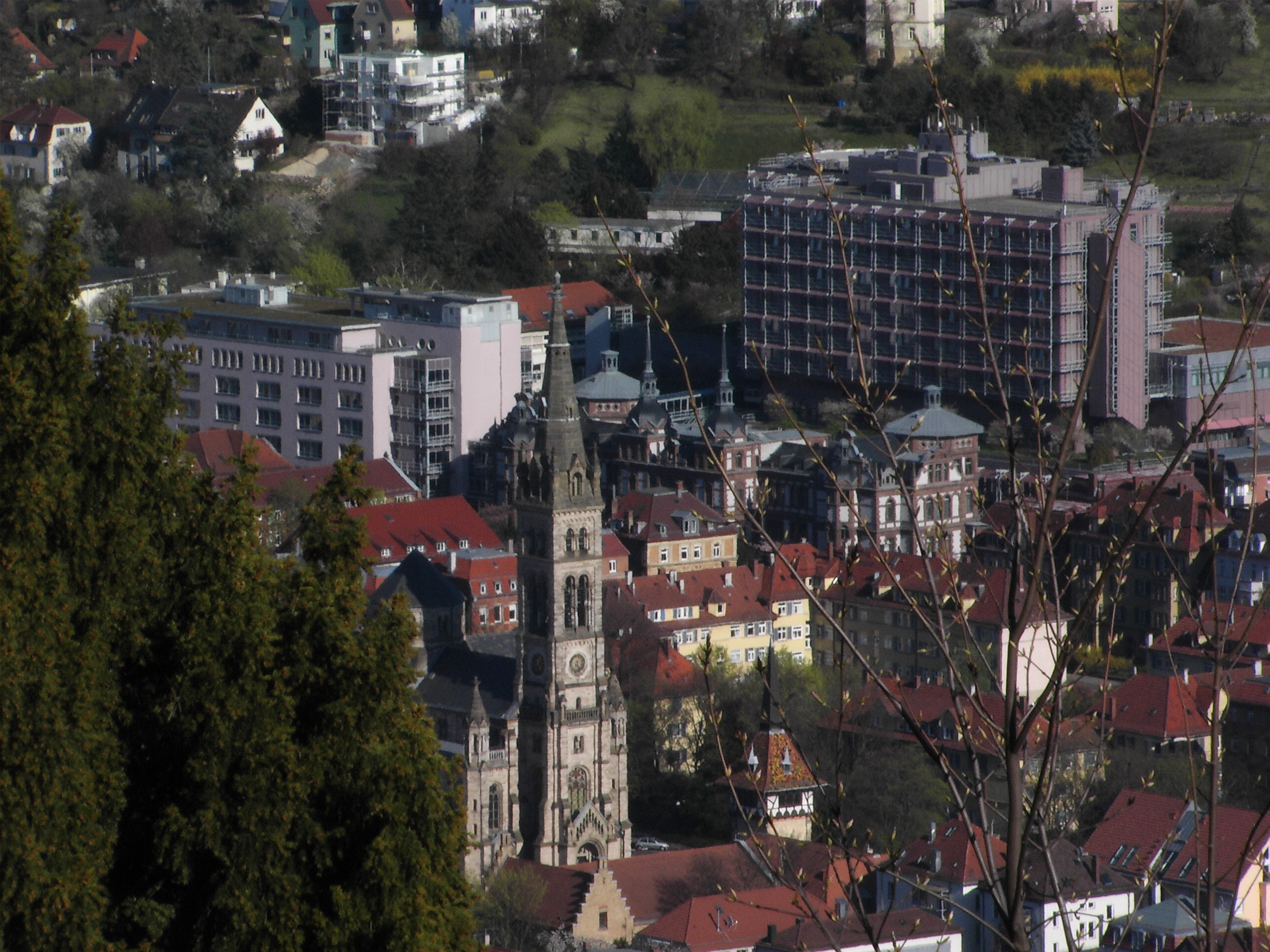
Blick auf die Matthäuskirche und das Marienhospital

- Marienhospital Stuttgart: Krankenhaus mit internationalem Ruf
- Rudolf-Sophien-Stift: Klinik für Psychiatrie, Psychotherapie und Psychosomatik, Werkstätten für Behinderte
- Mehrgenerationenhaus Heslach: Pflege- und Altenheim, Kulturzentrum
- Gradmann-Haus: Zentrum für Demenzkranke

## Kultur und Sehenswürdigkeiten

### Parkanlagen
- Silberburganlage (im Bereich Silberburgstraße und Mörikestraße) mit Mörike-Denkmal von 1880
- Aussichtspunkt Karlshöhe, 1889 bis 1896 vom Verschönerungsverein als öffentlichen Park gestaltet.
- Weißenburgpark, früher Privatpark des Geheimrats Ernst von Sieglin, 1956 von der Stadt Stuttgart erworben.

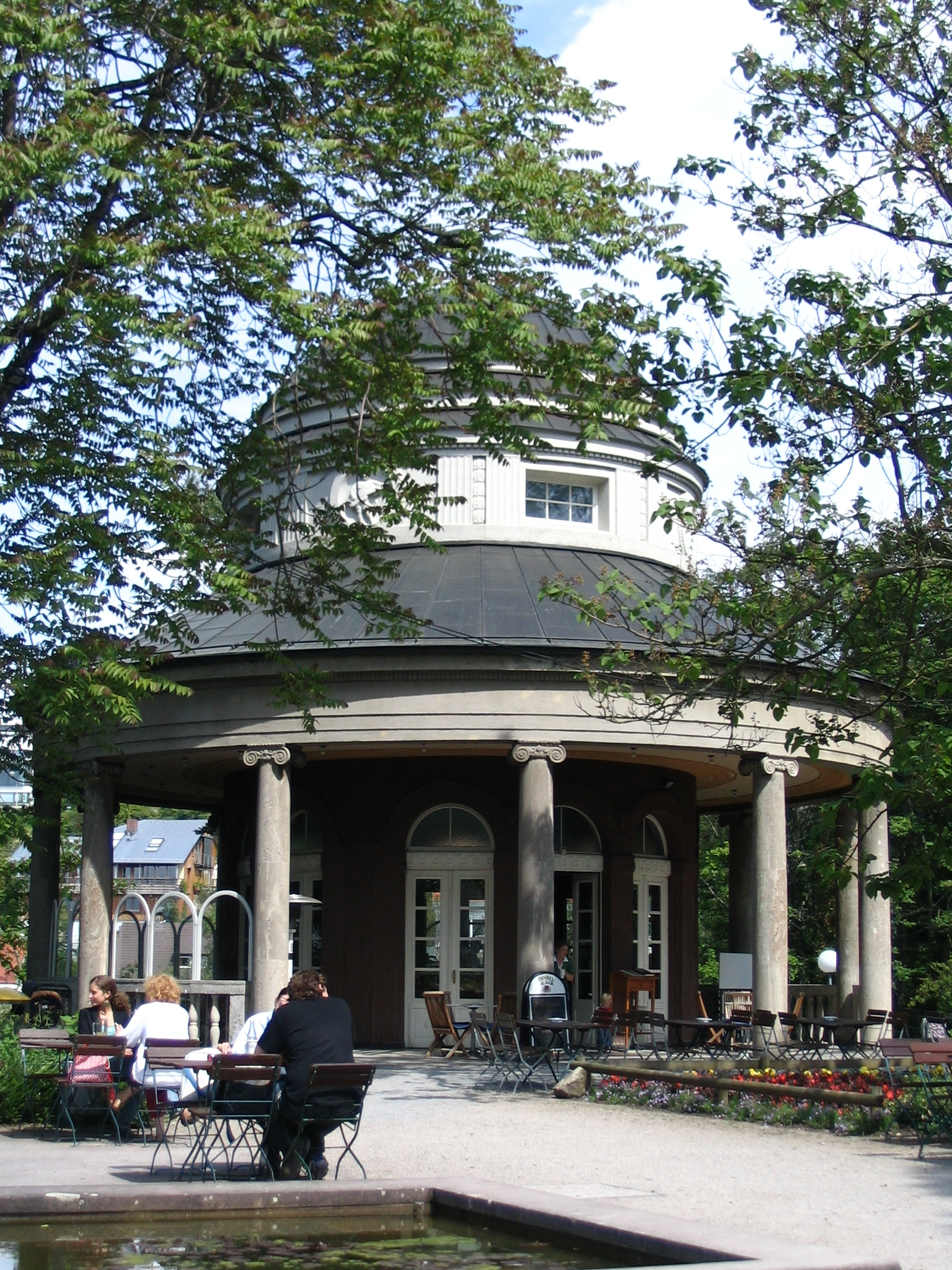
Teehaus im Weißenburgpark

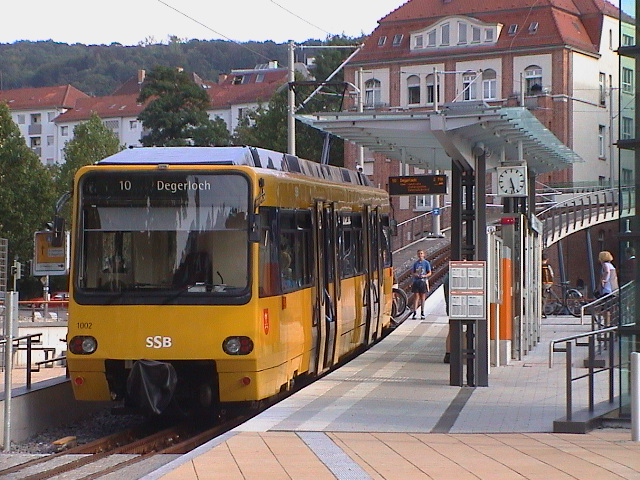
Zahnradbahn am Marienplatz

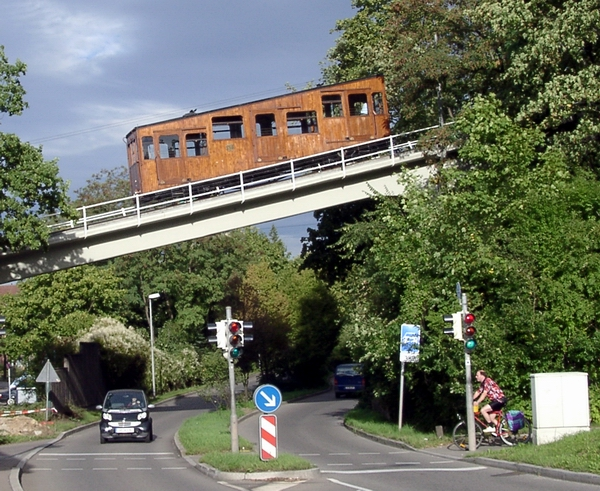
Standseilbahn auf Bergfahrt

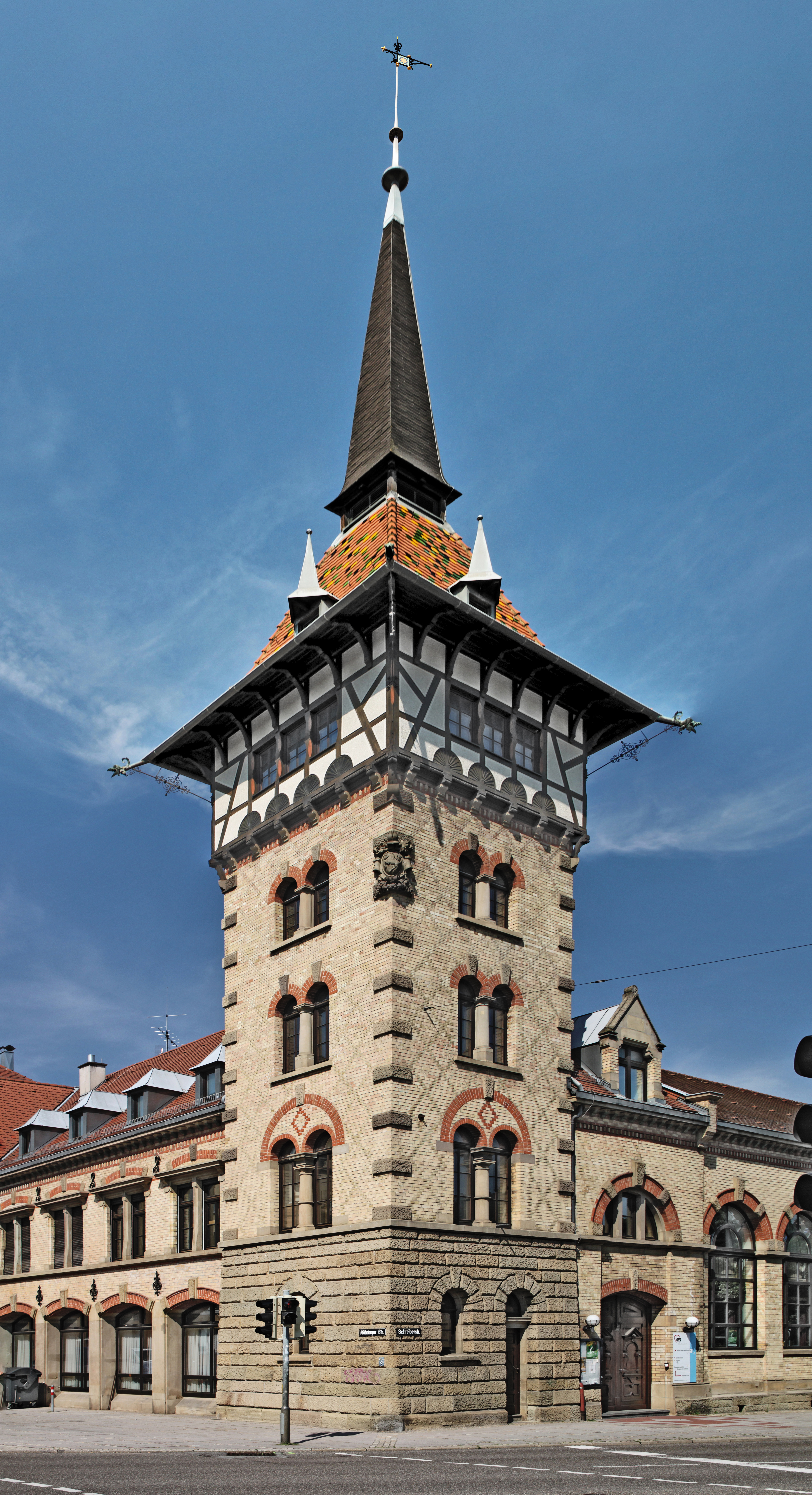
Altes Feuerwehrhaus Süd

### Bauwerke
- Städtisches Lapidarium
- Teehaus und Marmorsaal im Weißenburgpark
- Marienplatz mit Zahnradbahn
- Altes Feuerwehrhaus Heslach, erbaut 1887/1888 als ehemalige Feuerwache mit Turnhalle und Steigerturm von Architekt Stadtbaurat Emil Mayer. Das Gebäude wurde bis 1920 als Feuerwehrhaus genutzt, danach waren ein Knabenhort, ein Waisenhaus und eine Suppenküche untergebracht. Dient heute als Veranstaltungssaal und Gemeinwesenzentrum.
- Standseilbahn vom Südheimer Platz zum Waldfriedhof
- Heslacher Wasserfälle
- Heslacher Tunnel von 1991, ein 2300 Meter langer Straßentunnel für die Bundesstraße 14
- Hallenbad Heslach, denkmalgeschütztes Hallenbad aus dem Jahr 1929.

### Kirchen und Friedhöfe
- Fangelsbachfriedhof, 1823 in der Nähe der einstigen mittelalterlichen Siedlung Immenhofen auf freiem Feld angelegt; wichtige Gräber: Immanuel Hermann Fichte, Gustav Siegle und Nikolaus Friedrich von Thouret
- Heslacher Friedhof im Zentrum von Heslach mit Benckendorff-Grabkapelle von 1823 in Form eines griechischen Rundtempelchens mit Kuppel und zwei ionischen Säulen von Giovanni Salucci. Auf diesem Friedhof befinden sich auch die Gräber prominenter politischer Hitler-Gegner und Widerstandskämpfer: Anton Hummler, Fritz Rau und Jakob Weimer.[6]
- Kaltentaler Friedhof in der Feldbergstraße, mit Gedenkstein zu Ehren der Verstorbenen des Wichernhauses
- Evangelische Markuskirche
- Evangelische Matthäuskirche (im Verlauf der Möhringer Straße in Heslach am Erwin-Schoettle-Platz)
- Evangelische Kreuzkirche in Heslach
- Evangelische Thomaskirche in Kaltental (1938)
- Katholische Kirche St. Maria
- Katholische Kirche St. Paul
- Katholische Kirche St. Josef in Heslach
- Katholische Kirche St. Antonius in Kaltental
- Serbisch-Orthodoxe Kirche
- Neuapostolische Kirche Heslach
- Neuapostolische Kirche Stuttgart-Süd
- Siehe auch bei Kirchen in Stuttgart

### Feste und Veranstaltungen
- Internationalistisches Straßenfest beim Linken Zentrum Lilo Herrmann am 1. Mai
- Heusteigviertel Straßenfest in der Mozartstraße, am letzten Juni-Wochenende
- Anna-Scheufele-Fest Kaltental am letzten Juni-Wochenende
- Heslacher Hocketse am Bihlplatz, im Juli
- Afrika Festival am Erwin-Schoettle-Platz, im Juli

### Vereine
- Die 1904 gegründete Ortsgruppe Heslach des Schwäbischen Albvereins wurde 2004 mit der Eichendorff-Plakette ausgezeichnet.[7]

### Sportvereine
- SV Heslach
- VfL Kaltental 1886 e. V.

### Weitere Bilder

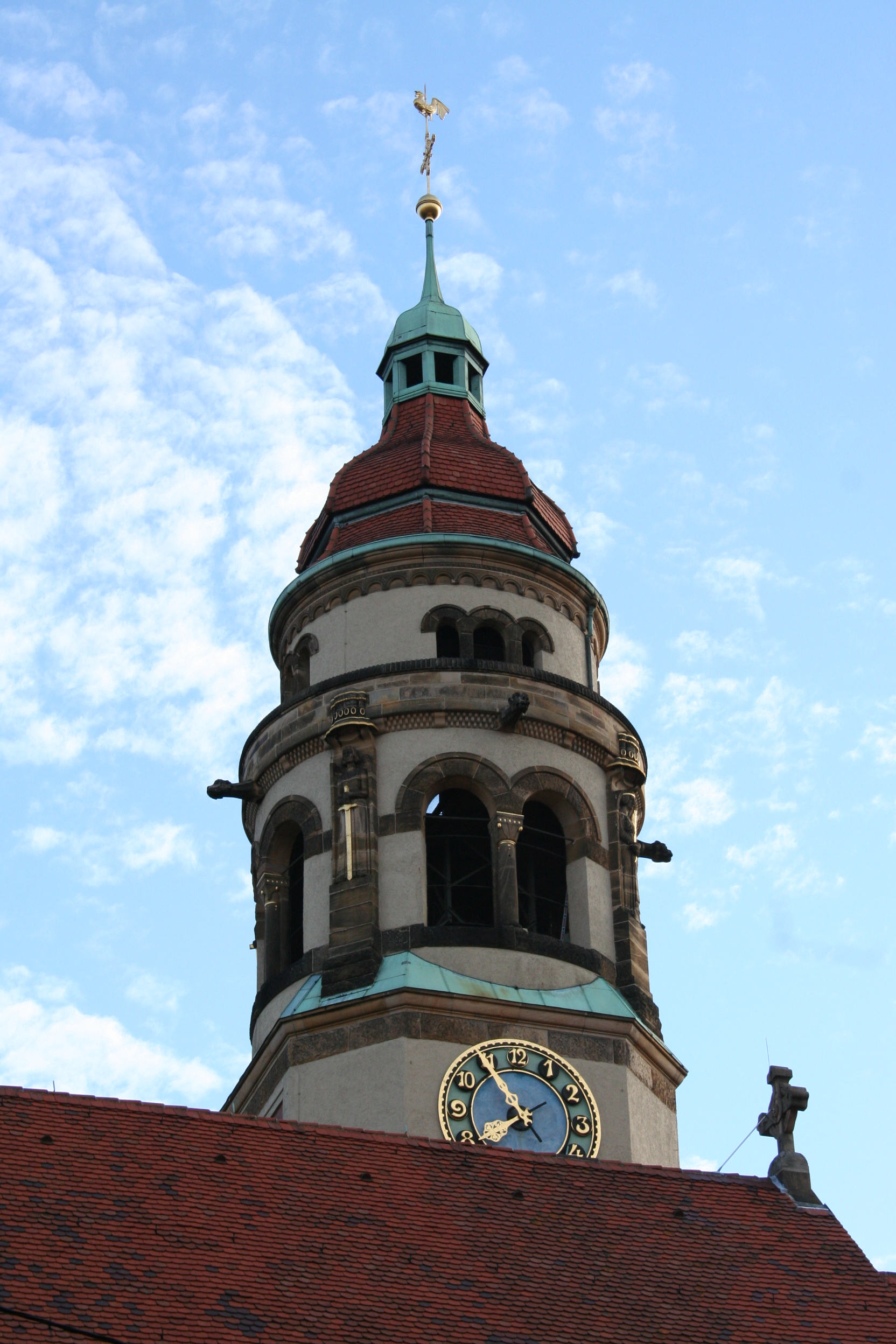
Markuskirche
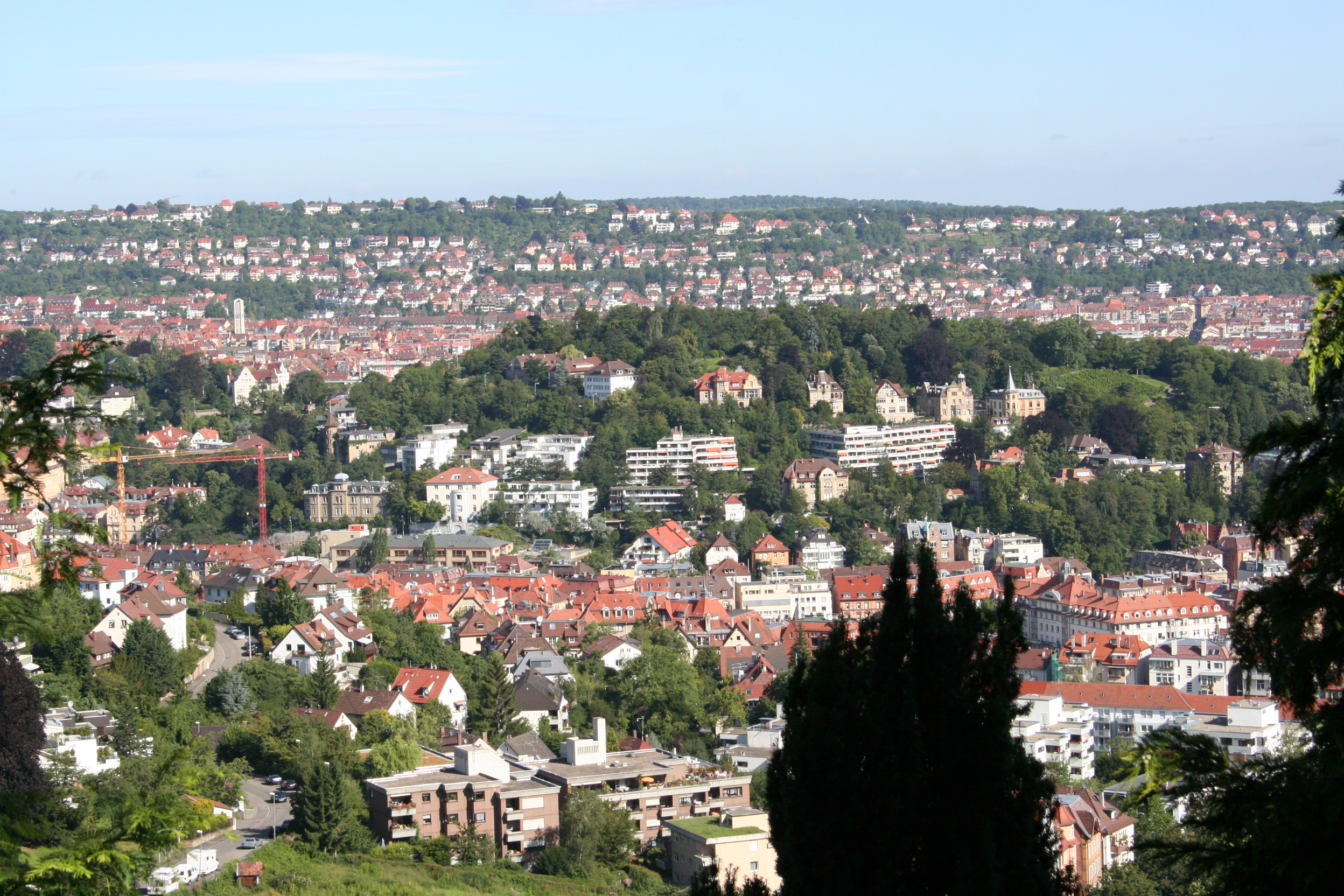
Blick über Heslach zur Karlshöhe, dahinter Stuttgart-West
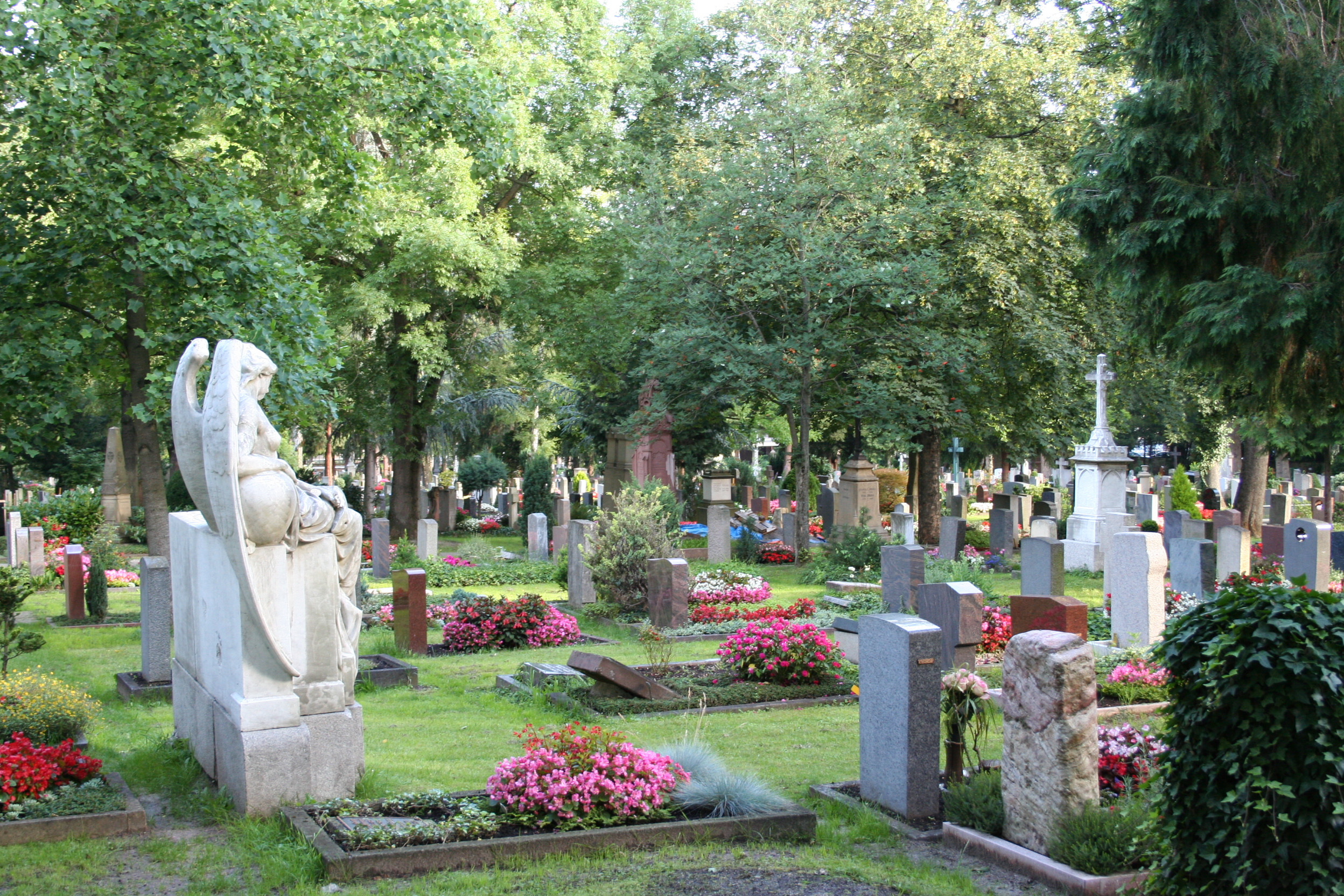
Heslacher Friedhof
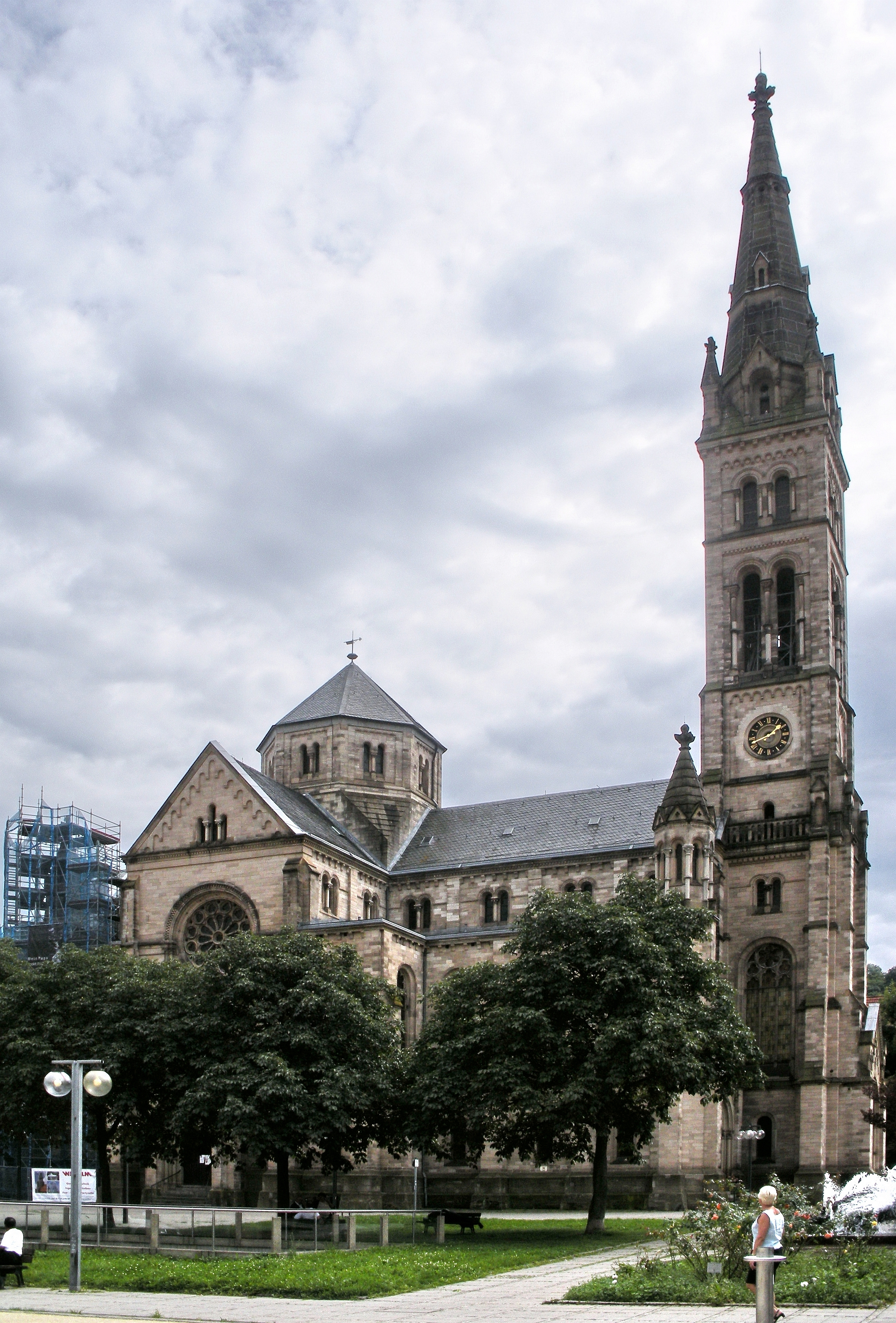
Matthäuskirche